# Juan Valdivia Romero
Juan Gualberto Valdivia Romero (Chimbote, 6 de febrero de 1948) es un arquitecto y político peruano. Miembro del Partido Aprista Peruano, fue ministro de Energía y Minas, desde el 28 de julio del 2006 hasta el 14 de octubre del 2008, durante el segundo gobierno de Alan García. Fue también congresista de la república en el periodo 2001-2006 y diputado por Áncash desde 1985 hasta 1992, así como alcalde de la ciudad de Chimbote en 1981.

## Biografía
Juan Valdivia nació en la ciudad de Chimbote, ubicado en el departamento de Áncash, el 6 de febrero de 1948.
Realizó sus estudios en la Universidad Nacional Federico Villarreal, especializándose en arquitectura y urbanismo. Comenzó sus estudios en 1965 y los concluyó en 1971, realizándolos en Lima.

## Carrera política
Es militante del Partido Aprista Peruano y se inició en el ámbito político cuando fue elegido como alcalde de la ciudad de Chimbote en 1981 por el Partido Aprista Peruano.

### Diputado por Áncash
En las elecciones parlamentarias de 1985, fue elegido como diputado por Áncash para el periodo parlamentario 1985-1990. Fue reelegido en 1990 para un segundo periodo parlamentario, sin embargo, su cargo fue disuelto el 5 de abril de 1992 tras el autogolpe de estado decretado por Alberto Fujimori.

### Congresista de la República
En las elecciones del 2001, Valdivia volvió a ser elegido como congresista por Áncash para el periodo 2001-2006. e intentó postular nuevamente en el 2006, sin embargo no resultó elegido.

### Ministro de Energía y Minas
El 28 de julio del 2006, Valdivia fue nombrado como el nuevo ministro de Energía y Minas por el presidente Alan García en el Consejo de Ministros presidido por Jorge del Castillo en su segundo gobierno. Su nombramiento fue cuestionado por su controvertido apoyo a un proyecto que afectaría PetroPerú, entidad que regulada por el ministerio que asumió.

#### Caso Petroaudios
Ante la difusión nacional de los PetroAudios en 2008, caso de corrupción donde Rómulo León y Alberto Quimper discutían secretamente pagos mensuales de $10.000, Valdivia decidió presentar su carta de renuncia al presidente Alan García y finalmente fue aceptada en octubre del mismo año. Ese mismo día, Valdivia admitió haber nombrado a Alberto Quimper como funcionario de PetroPerú tras mantener amistad como miembros del partido.
Luego tras diversas investigaciones por el Ministerio Público, se descubrió que Valdivia habría sido mencionado en diversos audios y que tenía conocimiento del caso de corrupción.